# Albert Ingham
Albert Edward Ingham (Northampton, 3 de abril de 1900 — Chamonix-Mont-Blanc, 6 de setembro de 1967) foi um matemático inglês.
Frequentou a Stafford Grammar School e o Trinity College, Cambridge. Obteve o Ph.D. orientado por John Edensor Littlewood na Universidade de Cambridge.
Ingham provou em 1937 que, se
{\displaystyle \zeta \left(1/2+it\right)\in O\left(t^{c}\right)}
para alguma constante positiva c, então
{\displaystyle \pi \left(x+x^{\theta }\right)-\pi (x)\sim {\frac {x^{\theta }}{\log x}},}
para qualquer θ > (1+4c)/(2+4c). Aqui ζ denota a função zeta de Riemann e π a função de contagem de números primos.
Com o melhor valor de c conhecido na época, uma consequência imediata de seu trabalho foi que 
gn < pn5/8,
sendo pn o n-ésimo número primo, com gn = pn+1 − pn denotando a diferença do n-ésimo número primo de seu sucessor.

## Livros
- The Distribution of Prime Numbers, Cambridge University Press, 1934 (Reeditado em 1990, com um prefácio de Robert Charles Vaughan)